# Letiště Lappeenranta
Letiště Lappeenranta (finsky Lappeenrannan lentoasema, švédsky Villmanstrands flygplats) s kódem IATA LPP a kódem ICAO EFLP) se nachází 2 km západně od centra finského města Lappeenranta a 20 km od hranic s Ruskem. Letiště bylo otevřeno v roce 1918 a je nejstarším letištěm ve Finsku, které je stále v provozu. Provozovatelem letiště je od roku 2016 město Lappeenranta. Počtem cestujících je jedenáctým největším finským letištěm. 

## Vzletová a přistávací dráha
Vzletová a přistávací dráha má asfaltový povrch; je 2 500 metrů dlouhá a 60 metrů široká.

## Letecká spojení
Z letiště je v současnosti vypravován pouze jediný pravidelný mezinárodní let do italského Bergama, jenž provozuje společnost Ryanair.